# Tojinium japonicum
Genre
Espèce
Tojinium japonicum, unique représentant du genre Tojinium, est une espèce d'araignées aranéomorphes de la famille des Linyphiidae.

## Distribution
Cette espèce est endémique du Japon.

## Description
Le mâle holotype mesure 1,37 mm et la femelle paratype 1,71 mm.

## Étymologie
Son nom d'espèce lui a été donné en référence au lieu de sa découverte, le Japon.

## Publication originale
- Saito & Ono, 2001 : New genera and species of the spider family Linyphiidae (Arachnida, Araneae) from Japan. Bulletin of the National Science Museum, Tokyo, sér. A, vol. 27, no 1, p. 1-59 (texte intégral).